# 파워베이직
파워베이직(PowerBASIC, 이전 명칭: 터보 베이직/Turbo Basic)은 베이직 프로그래밍 언어의 방언을 컴파일하는 파워베이직사의 상용 컴파일러의 브랜드이다. MS-DOS와 윈도우 버전이 있으며 각각 콘솔과 윈도우용으로 제공된다. MS-DOS 버전의 문법은 큐베이직, 퀵베이직의 것과 유사하다. 윈도우 버전은 수많은 윈도우 기능을 포함하도록 확장되는 베이직 문법을 사용하며 문(statement)은 윈도우 API 호출과 결합이 가능하다.

## 컴파일러

### 터보 베이직

#### 코드 예시
```
INPUT
 
"What is your name?: "
,
 
n$

PRINT
 
"Hello "
;
 
n$

DO

  
s$
 
=
 
""

  
INPUT
 
"How many stars do you want to print"
;
 
s

  
FOR
 
i
 
=
 
1
 
TO
 
s

    
s$
 
=
 
s$
 
+
 
"*"

  
NEXT
 
i

  
PRINT
 
s$

  
DO

    
INPUT
 
"Do you want to print more stars"
;
 
q$

  
LOOP
 
WHILE
 
LEN
(
q$
)
 
=
 
0

  
q$
 
=
 
LCASE$
(
LEFT$
(
q$
,
 
1
))

LOOP
 
WHILE
 
q$
 
=
 
"y"

PRINT
 
"Goodbye "
;
 
n$

```

## 프로그래밍 언어

### Hello world
```
Function
 
PBMain

  
Print
 
"Hello, World!"

  
Waitkey$

End
 
Function

```

Here is the PBWin version, which displays a 윈도우 "dialog" message box.
```
Function
 
PBMain

  
MsgBox
 
"Hello, World!"

End
 
Function

```

## 서드파티 지원
- Computer Workshop (EZGUI)
- Theo's Forum: José Roca Software 보관됨 2011-07-26 - 웨이백 머신
- PlanetSquires Forums 보관됨 2021-10-26 - 웨이백 머신